# Delta Force Mobile
Delta Force Mobile (также просто Delta Force) — игра для мобильных устройств, разработанная студией Damoni и выпущенная Vivendi Games Mobile в 2007 году. Продолжение вышедшей за год до этого мобильной версии игры Delta Force: Black Hawk Down — Team Sabre.

## Описание
Таинственная организация, связанная с советской мафией и международной терроризмом, угрожает взять управление над спутниками связи. Только бойцы из отряда «Дельта» в состоянии противостоять этим хорошо обученным наёмникам на всей огромной территории, от сибирской тундры до Эстонии. Можно использовать различное оружие и взять на себя управление несколькими транспортными средствами, чтобы противостоять врагам.

## Особенности
Все действия игры будут протекать в городских условиях.